# Мюри, Адольф
Адольф Адальберт Мюри (нем. Adolf Adalbert Mühry; 4 сентября 1810, Ганновер, королевство Вестфалия, — 13 июня 1888, Гёттинген, Германия) — немецкий климатолог.

## Биография
Адольф Адальберт Мюри родился в 1810 году. Учился в Геттингенском университете, где изучал медицину. Позже совершил ряд путешествий. Автор множества актуальных по сей день трудов по климатологии.

## Сочинения
- «Die geographischen Verhältnisse der Krankheiten, oder Grundzuge der Nosogeographie» (Лпц., 1856),
- «Klimatologische Untersuc hungen, oder Grundzuge der Klimatologie in Bezug auf die Gesundheitsverhältnisse der Bevö lkerungen» (там же, 1858),
- «Allgemeine geographische Meteorologie» (1860),
- «Klimatographische Uebersicht der Erde» (1862, 1865),
- «Beiträge zur Geophysik und Klimatogra phie» (1863),
- «Das Klima der Alpen unterhalb der Schneelinie» (Геттинг., 1865),
- «Untersuchungen über die Theorie und das allgemeine geographische System der Winde» (1869),
- «Ueber die Lehre von den Merresstromungen» (1869),
- «Kritik und Kurze Dar legung der exacten Naturphilosophie» (5 изд., 1882).

## Сочинения в сети
- Полный текст книги «Die geographischen Verhaeltnisse der Krankheiten» на Google Books
- Ограниченный доступ к книге «Untersuchungen über die Theorie und das allgemeine geographische System der Winde» на Google Books
- Ограниченный доступ к книге «Papers on the Eastern and Northern Extensions of the Gulf Stream» (Мюри соавтор) на Google Books